# استان نین بین
استان نین بین (به لاتین: Ninh Bình Province) یک استان در ویتنام است که در ویتنام واقع شده‌است.

## خصوصیات
استان نین بین ۱٬۳۸۳٫۷ کیلومترمربع مساحت و ۵۵۴٬۷۰۰ نفر جمعیت دارد.